# مطار كيزيل
مطار كيزيل (بالروسية: (Аэропорт Кызы́л) يقع في مدينة كيزيل عاصمة جمهورية توفا يقع في الجهة الجنوبية الغربية من المدينة ويبعد حوالي 6كم من وسطها.

## شركات الطيران والوجهات
| شركـات طيـران  | الوجهات                                                                          |
| -------------- | -------------------------------------------------------------------------------- |
| Ayana Airlines | مطار أباكان، Krasnoyarsk–Cheremshanka، Nizhneangarsk، مطار نوفوسيبيرسك، Ulan-Ude |
| IrAero         | Irkutsk، مطار دوموديدوفو الدولي                                                  |
| نوردستار       | مطار يميلانو الدولي، مطار نوفوسيبيرسك                                            |